# Fußball-Club Gelsenkirchen-Schalke 04 2001-2002
Questa voce raccoglie le informazioni riguardanti il Fußball-Club Gelsenkirchen-Schalke 04 nelle competizioni ufficiali della stagione 2001-2002.

## Stagione
Nella stagione 2001-2002 lo Schalke, allenato da Huub Stevens, concluse il campionato di Bundesliga al 5º posto. In Coppa di Germania lo Schalke vinse la finale con il Bayer Leverkusen. In Coppa di Lega lo Schalke perse la finale con l'Hertha Berlino. In Champions League lo Schalke fu eliminato alla fase a gironi.

## Rosa
| N. |                                | Ruolo | Calciatore          |
| -- | ------------------------------ | ----- | ------------------- |
| 1  | Germania (bandiera)            | P     | Oliver Reck         |
| 2  | Belgio (bandiera)              | D     | Nico Van Kerckhoven |
| 3  | Argentina (bandiera)           | D     | Aníbal Matellán     |
| 4  | Germania (bandiera)            | D     | Yves Eigenrauch     |
| 5  | Germania (bandiera)            | C     | Sven Kmetsch        |
| 6  | Polonia (bandiera)             | D     | Tomasz Hajto        |
| 7  | Germania (bandiera)            | C     | Andreas Möller      |
| 8  | Germania (bandiera)            | C     | Jörg Böhme          |
| 9  | Paesi Bassi (bandiera)         | A     | Youri Mulder        |
| 10 | Germania (bandiera)            | D     | Olaf Thon           |
| 11 | Danimarca (bandiera)           | A     | Ebbe Sand           |
| 12 | Paesi Bassi (bandiera)         | D     | Marco van Hoogdalem |
| 13 | Norvegia (bandiera)            | P     | Frode Grodås        |
| 14 | Ghana (bandiera)               | A     | Gerald Asamoah      |
| 15 | Polonia (bandiera)             | D     | Tomasz Wałdoch      |
| 16 | Serbia e Montenegro (bandiera) | C     | Kristijan Đorđević  |
| 17 | Belgio (bandiera)              | C     | Sven Vermant        |
| 18 | Paesi Bassi (bandiera)         | C     | Niels Oude Kamphuis |

| N. |                       | Ruolo | Calciatore           |
| -- | --------------------- | ----- | -------------------- |
| 19 | Germania (bandiera)   | C     | Michael Büskens      |
| 20 | Rep. Ceca (bandiera)  | C     | Jiří Němec           |
| 21 | Belgio (bandiera)     | A     | Émile Mpenza         |
| 22 | Nigeria (bandiera)    | A     | Victor Agali         |
| 23 | Germania (bandiera)   | D     | Markus Happe         |
| 24 | Belgio (bandiera)     | C     | Marc Wilmots         |
| 25 | Ungheria (bandiera)   | D     | Marcel Rozgonyi      |
| 26 | Germania (bandiera)   | A     | Mike Hanke           |
| 27 | Germania (bandiera)   | C     | Benjamin Wingerter   |
| 28 | Danimarca (bandiera)  | D     | Sladan Peric         |
| 29 | Croazia (bandiera)    | P     | Toni Tapalović       |
| 30 | Ungheria (bandiera)   | C     | Tamás Hajnal         |
| 31 | Portogallo (bandiera) | C     | Sérgio Pinto         |
| 32 | Germania (bandiera)   | D     | Benjamin Koch        |
| 33 | Germania (bandiera)   | P     | Christofer Heimeroth |
| 35 | Rep. Ceca (bandiera)  | A     | Filip Trojan         |
| 36 | Ungheria (bandiera)   | D     | Krisztián Szóllar    |

## Organigramma societario
Area tecnica
- Allenatore: Huub Stevens
- Allenatore in seconda: Holger Gehrke
- Preparatore dei portieri:
- Preparatori atletici:

## Calciomercato

### Sessione estiva
| Acquisti | Acquisti           | Acquisti        | Acquisti |
| R.       | Nome               | da              | Modalità |
| -------- | ------------------ | --------------- | -------- |
| A        | Victor Agali       | Hansa Rostock   |          |
| C        | Kristijan Đorđević | Stoccarda       |          |
| D        | Aníbal Matellán    | Boca Juniors    |          |
| D        | Marcel Rozgonyi    | Magdeburgo      |          |
| D        | Krisztián Szóllar  | Rot-Weiss Essen |          |
| C        | Sven Vermant       | Club Bruges     |          |
| C        | Marc Wilmots       | Bordeaux        |          |

| Cessioni | Cessioni              | Cessioni        | Cessioni |
| R.       | Nome                  | da              | Modalità |
| -------- | --------------------- | --------------- | -------- |
| C        | Ünal Alpuğan          | Çaykur Rizespor |          |
| A        | Ali Göl               | Paderborn       |          |
| C        | Oliver Held           | St. Pauli       |          |
| C        | Radoslav Látal        | Sigma Olomouc   |          |
| C        | Christian Mikolajczak | Hannover 96     |          |

### Sessione invernale
| Acquisti | Acquisti | Acquisti | Acquisti |
| R.       | Nome     | da       | Modalità |
| -------- | -------- | -------- | -------- |

| Cessioni | Cessioni | Cessioni | Cessioni |
| R.       | Nome     | da       | Modalità |
| -------- | -------- | -------- | -------- |

## Risultati

### Bundesliga

#### Girone di andata
| Arbitro: | Kemmling |

|                                                |           |              |
| Jakobsson 9’ (aut.) Agali 60’ Böhme 89’ (rig.) | Marcatori | 44’ Schröder |

| Arbitro: | Fandel |

|                                 |           |  |
| Pizarro 6’ Scholl 13’ Kovač 39’ | Marcatori |  |

| Mönchengladbach 12 agosto 2001, ore 17:30 CEST 3ª giornata | Borussia M'gladbach | 0 – 0 referto | Schalke 04 | Bökelbergstadion (34 500 spett.)\| Arbitro: \| Fröhlich \| |
| Arbitro:                                                   | Fröhlich            |               |            |                                                            |

| Arbitro: | Berg |

|                                       |           |                                       |
| Hajto 10’ Böhme 40’ (rig.) Mpenza 80’ | Marcatori | 58’ Ballack 73’ Kirsten 90’ Schneider |

| Arbitro: | Keßler |

|  |           |                |
|  | Marcatori | 35’, 77’ Agali |

| Arbitro: | Fandel |

|            |           |  |
| Möller 17’ | Marcatori |  |

| Arbitro: | Gagelmann |

|                            |           |  |
| Hajto 55’ (aut.) Tanko 68’ | Marcatori |  |

| Arbitro: | Albrecht |

|                        |           |  |
| Mpenza 19’ Asamoah 33’ | Marcatori |  |

| Arbitro: | Weiner |

|                               |           |  |
| Bordon 35’ Ganea 52’ Hleb 54’ | Marcatori |  |

| Arbitro: | Gagelmann |

|                     |           |  |
| Jentzsch 13’ (aut.) | Marcatori |  |

| Kaiserslautern 27 ottobre 2001, ore 15:30 CEST 11ª giornata | Kaiserslautern | 0 – 0 referto | Schalke 04 | Fritz-Walter-Stadion (40 600 spett.)\| Arbitro: \| Fleischer \| |
| Arbitro:                                                    | Fleischer      |               |            |                                                                 |

| Arbitro: | Wagner |

|                                 |           |             |
| Sand 45’ Möller 54’ Asamoah 80’ | Marcatori | 37’ Sinkala |

| Amburgo 17 novembre 2001, ore 15:30 CET 13ª giornata | Amburgo  | 0 – 0 referto | Schalke 04 | AOL Arena (55 300 spett.)\| Arbitro: \| Fröhlich \| |
| Arbitro:                                             | Fröhlich |               |            |                                                     |

| Arbitro: | Wack |

|          |           |                                                     |
| Sand 58’ | Marcatori | 20’ Bode 28’ Ailton 49’ Lisztes 51’ (rig.) Skrypnyk |

| Arbitro: | Strampe |

|  |           |                                |
|  | Marcatori | 61’ (rig.) Hajto 90’, 90’ Sand |

| Gelsenkirchen 9 dicembre 2001, ore 17:30 CET 16ª giornata | Schalke 04 | 0 – 0 referto | Hertha Berlino | Arena AufSchalke (60 204 spett.)\| Arbitro: \| Steinborn \| |
| Arbitro:                                                  | Steinborn  |               |                |                                                             |

| Arbitro: | Wagner |

|                                        |           |             |
| Němec 51’ (aut.) Marić 61’, 74’ (rig.) | Marcatori | 66’ Wilmots |

#### Girone di ritorno
| Arbitro: | Stark |

|            |           |                           |
| Oswald 70’ | Marcatori | 17’, 75’ Wilmots 26’ Sand |

| Arbitro: | Fröhlich |

|                                                              |           |            |
| Mpenza 34’ Sand 35’ Böhme 54’ van Hoogdalem 75’ Kamphuis 90’ | Marcatori | 49’ Scholl |

| Arbitro: | Albrecht |

|                        |           |  |
| Wilmots 1’ Asamoah 90’ | Marcatori |  |

| Arbitro: | Berg |

|  |           |           |
|  | Marcatori | 52’ Böhme |

| Arbitro: | Fleischer |

|                                                     |           |  |
| Sand 9’ Möller 25’ Böhme 54’ (rig.) Reck 80’ (rig.) | Marcatori |  |

| Arbitro: | Wack |

|              |           |              |
| Ewerthon 50’ | Marcatori | 17’ Kamphuis |

| Arbitro: | Aust |

|                                   |           |  |
| Böhme 15’ Asamoah 37’ Wilmots 39’ | Marcatori |  |

| Arbitro: | Koop |

|                                |           |  |
| Miriuță 37’ (rig.) Kałużny 90’ | Marcatori |  |

| Arbitro: | Kemmling |

|                      |           |             |
| Wałdoch 60’ Sand 90’ | Marcatori | 78’ Adhemar |

| Arbitro: | Steinborn |

|              |           |                     |
| Agostino 81’ | Marcatori | 3’ Asamoah 83’ Sand |

| Arbitro: | Aust |

|                                  |           |  |
| Wilmots 45’ Möller 59’ Agali 81’ | Marcatori |  |

| Arbitro: | Strampe |

|             |           |          |
| Lottner 60’ | Marcatori | 40’ Sand |

| Arbitro: | Keßler |

|                    |           |  |
| Mpenza 8’ Sand 41’ | Marcatori |  |

| Arbitro: | Wagner |

|                                   |           |  |
| Baumann 24’ Ailton 63’ Frings 77’ | Marcatori |  |

| Arbitro: | Fandel |

|                       |           |               |
| Böhme 54’ Wałdoch 66’ | Marcatori | 62’ Krzynówek |

| Arbitro: | Steinborn |

|                      |           |  |
| Preetz 50’ Alves 53’ | Marcatori |  |

| Arbitro: | Sippel |

|             |           |                |
| Asamoah 90’ | Marcatori | 30’, 81’ Marić |

### Coppa di Germania
| Arbitro: | Sippel |

|  |           |          |
|  | Marcatori | 70’ Sand |

| Arbitro: | Aust |

|                |           |                     |
| Wichniarek 57’ | Marcatori | 27’ Sand 90’ Möller |

| Arbitro: | Meyer |

|  |           |           |
|  | Marcatori | 115’ Sand |

| Arbitro: | Stark |

|                             |           |  |
| Böhme 30’ (rig.) Möller 86’ | Marcatori |  |

| Arbitro: | Fandel |

|                               |           |  |
| van Hoogdalem 100’ Böhme 115’ | Marcatori |  |

| Arbitro: | Wack |

|                          |           |                                         |
| Berbatov 27’ Kirsten 89’ | Marcatori | 45’ Böhme 68’ Agali 71’ Möller 85’ Sand |

### Coppa di Lega
| Arbitro: | Wack |

|               |           |           |
| Agali 2’, 12’ | Marcatori | 75’ Bobic |

| Arbitro: | Berg |

|           |           |                                                       |
| Böhme 40’ | Marcatori | 24’ (aut.) Wałdoch 29’ Paraíba 66’ Alves 84’ Hartmann |

### Champions League

#### Fase a gironi
| Arbitro: | Braschi |

|  |           |                          |
|  | Marcatori | 76’ Vlaović 80’ Mpasinas |

| Arbitro: | Colombo |

|                                     |           |                              |
| Ljungberg 33’ Henry 35’, 46’ (rig.) | Marcatori | 43’ van Hoogdalem 59’ Mpenza |

| Arbitro: | Levnikov |

|  |           |           |
|  | Marcatori | 65’ Eto'o |

| Arbitro: | Wegereef |

|  |           |                                                         |
|  | Marcatori | 15’ van Hoogdalem 22’ (rig.) Hajto 77’ Asamoah 84’ Sand |

| Arbitro: | Sars |

|                                |           |  |
| Olisadebe 31’ Kōnstantinou 60’ | Marcatori |  |

| Arbitro: | Wójcik |

|                                  |           |             |
| Mulder 2’ Vermant 60’ Möller 64’ | Marcatori | 71’ Wiltord |

## Statistiche

### Statistiche di squadra
| Competizione      | Punti | In casa | In casa | In casa | In casa | In casa | In casa | In trasferta | In trasferta | In trasferta | In trasferta | In trasferta | In trasferta | Totale | Totale | Totale | Totale | Totale | Totale | DR  |
| Competizione      | Punti | G       | V       | N       | P       | Gf      | Gs      | G            | V            | N            | P            | Gf           | Gs           | G      | V      | N      | P      | Gf     | Gs     | DR  |
| ----------------- | ----- | ------- | ------- | ------- | ------- | ------- | ------- | ------------ | ------------ | ------------ | ------------ | ------------ | ------------ | ------ | ------ | ------ | ------ | ------ | ------ | --- |
| Bundesliga        | 61    | 17      | 13      | 2       | 2       | 38      | 14      | 17           | 5            | 5            | 7            | 14           | 22           | 34     | 18     | 7      | 9      | 52     | 36     | +16 |
| Coppa di Germania | -     | 2       | 2       | 0       | 0       | 4       | 0       | 4            | 4            | 0            | 0            | 8            | 3            | 6      | 6      | 0      | 0      | 12     | 3      | +9  |
| Coppa di Lega     | -     | 2       | 1       | 0       | 1       | 3       | 5       | 0            | 0            | 0            | 0            | 0            | 0            | 2      | 1      | 0      | 1      | 3      | 5      | -2  |
| Champions League  | -     | 3       | 1       | 0       | 2       | 3       | 4       | 3            | 1            | 0            | 2            | 6            | 5            | 6      | 2      | 0      | 4      | 9      | 9      | 0   |
| Totale            | 61    | 24      | 17      | 2       | 5       | 48      | 23      | 24           | 10           | 5            | 9            | 28           | 30           | 48     | 27     | 7      | 14     | 76     | 53     | +23 |

### Andamento in campionato
| Giornata  | 1 | 2  | 3  | 4 | 5 | 6 | 7 | 8 | 9 | 10 | 11 | 12 | 13 | 14 | 15 | 16 | 17 | 18 | 19 | 20 | 21 | 22 | 23 | 24 | 25 | 26 | 27 | 28 | 29 | 30 | 31 | 32 | 33 | 34 |
| --------- | - | -- | -- | - | - | - | - | - | - | -- | -- | -- | -- | -- | -- | -- | -- | -- | -- | -- | -- | -- | -- | -- | -- | -- | -- | -- | -- | -- | -- | -- | -- | -- |
| Luogo     | T | T  | C  | C | T | C | T | C | T | C  | T  | C  | T  | C  | T  | C  | T  | T  | C  | C  | T  | C  | T  | C  | T  | C  | T  | C  | T  | C  | T  | C  | T  | C  |
| Risultato | P | N  | N  | V | V | V | P | V | P | V  | N  | V  | N  | P  | V  | N  | P  | V  | V  | V  | V  | V  | N  | V  | P  | V  | V  | V  | N  | V  | P  | V  | P  | P  |
| Posizione | 3 | 11 | 10 | 8 | 6 | 6 | 6 | 5 | 7 | 5  | 6  | 5  | 7  | 8  | 7  | 7  | 7  | 7  | 6  | 6  | 4  | 4  | 4  | 3  | 5  | 4  | 4  | 4  | 4  | 3  | 5  | 4  | 5  | 5  |

Legenda:

Luogo: C = Casa; T = Trasferta. Risultato: V = Vittoria; N = Pareggio; P = Sconfitta.

### Statistiche dei giocatori
| Giocatore        | Bundesliga | Bundesliga | Bundesliga  | Bundesliga | Coppa di Germania | Coppa di Germania | Coppa di Germania | Coppa di Germania | Coppa di Lega | Coppa di Lega | Coppa di Lega | Coppa di Lega | Champions League | Champions League | Champions League | Champions League | Totale   | Totale | Totale      | Totale     |
| Giocatore        | Presenze   | Reti       | Ammonizioni | Espulsioni | Presenze          | Reti              | Ammonizioni       | Espulsioni        | Presenze      | Reti          | Ammonizioni   | Espulsioni    | Presenze         | Reti             | Ammonizioni      | Espulsioni       | Presenze | Reti   | Ammonizioni | Espulsioni |
| ---------------- | ---------- | ---------- | ----------- | ---------- | ----------------- | ----------------- | ----------------- | ----------------- | ------------- | ------------- | ------------- | ------------- | ---------------- | ---------------- | ---------------- | ---------------- | -------- | ------ | ----------- | ---------- |
| V. Agali         | 22         | 4          | 4           | 0          | 4                 | 1                 | 0                 | 1                 | 2             | 2             | 0             | 0             | 3                | 0                | 2                | 0                | 31       | 7      | 6           | 1          |
| G. Asamoah       | 32         | 6          | 4           | 0          | 6                 | 0                 | 1                 | 0                 | 2             | 0             | 1             | 0             | 5                | 1                | 3                | 0                | 45       | 7      | 9           | 0          |
| J. Böhme         | 31         | 7          | 7           | 0          | 4                 | 3                 | 2                 | 0                 | 2             | 1             | 0             | 0             | 5                | 0                | 1                | 0                | 42       | 11     | 10          | 0          |
| M. Büskens       | 11         | 0          | 1           | 0          | 3                 | 0                 | 0                 | 0                 | 0             | 0             | 0             | 0             | 2                | 0                | 0                | 0                | 16       | 0      | 1           | 0          |
| Y. Eigenrauch    | 0          | 0          | 0           | 0          | 0                 | 0                 | 0                 | 0                 | 0             | 0             | 0             | 0             | 0                | 0                | 0                | 0                | 0        | 0      | 0           | 0          |
| F. Grodås        | 0          | 0          | 0           | 0          | 0                 | 0                 | 0                 | 0                 | 1             | 0             | 0             | 0             | 0                | 0                | 0                | 0                | 1        | 0      | 0           | 0          |
| T. Hajnal        | 0          | 0          | 0           | 0          | 0                 | 0                 | 0                 | 0                 | 0             | 0             | 0             | 0             | 0                | 0                | 0                | 0                | 0        | 0      | 0           | 0          |
| T. Hajto         | 24         | 2          | 6           | 0          | 3                 | 0                 | 0                 | 0                 | 2             | 0             | 0             | 0             | 6                | 1                | 1                | 0                | 35       | 3      | 7           | 0          |
| M. Hanke         | 1          | 0          | 0           | 0          | 0                 | 0                 | 0                 | 0                 | 0             | 0             | 0             | 0             | 0                | 0                | 0                | 0                | 1        | 0      | 0           | 0          |
| M. Happe         | 0          | 0          | 0           | 0          | 0                 | 0                 | 0                 | 0                 | 0             | 0             | 0             | 0             | 0                | 0                | 0                | 0                | 0        | 0      | 0           | 0          |
| C. Heimeroth     | 0          | 0          | 0           | 0          | 0                 | 0                 | 0                 | 0                 | 0             | 0             | 0             | 0             | 0                | 0                | 0                | 0                | 0        | 0      | 0           | 0          |
| N. Kamphuis      | 27         | 2          | 7           | 0          | 5                 | 0                 | 1                 | 0                 | 0             | 0             | 0             | 0             | 3                | 0                | 1                | 0                | 35       | 2      | 9           | 0          |
| N. Kerckhoven    | 30         | 0          | 4           | 0          | 6                 | 0                 | 0                 | 0                 | 2             | 0             | 0             | 0             | 5                | 0                | 0                | 0                | 43       | 0      | 4           | 0          |
| S. Kmetsch       | 18         | 0          | 6           | 0          | 2                 | 0                 | 1                 | 0                 | 1             | 0             | 0             | 0             | 3                | 0                | 1                | 0                | 24       | 0      | 8           | 0          |
| B. Koch          | 0          | 0          | 0           | 0          | 0                 | 0                 | 0                 | 0                 | 0             | 0             | 0             | 0             | 0                | 0                | 0                | 0                | 0        | 0      | 0           | 0          |
| A. Matellán      | 13         | 0          | 1           | 0          | 2                 | 0                 | 1                 | 1                 | 0             | 0             | 0             | 0             | 3                | 0                | 1                | 0                | 18       | 0      | 3           | 1          |
| É. Mpenza        | 16         | 4          | 4           | 0          | 0                 | 0                 | 0                 | 0                 | 2             | 0             | 0             | 0             | 3                | 1                | 1                | 0                | 21       | 5      | 5           | 0          |
| Y. Mulder        | 10         | 0          | 1           | 0          | 0                 | 0                 | 0                 | 0                 | 0             | 0             | 0             | 0             | 4                | 1                | 1                | 0                | 14       | 1      | 2           | 0          |
| A. Möller        | 32         | 4          | 4           | 0          | 6                 | 3                 | 0                 | 0                 | 2             | 0             | 0             | 0             | 5                | 1                | 0                | 0                | 45       | 8      | 4           | 0          |
| J. Němec         | 17         | 0          | 8           | 0          | 4                 | 0                 | 2                 | 0                 | 1             | 0             | 0             | 0             | 4                | 0                | 0                | 0                | 26       | 0      | 10          | 0          |
| S. Peric         | 0          | 0          | 0           | 0          | 0                 | 0                 | 0                 | 0                 | 0             | 0             | 0             | 0             | 0                | 0                | 0                | 0                | 0        | 0      | 0           | 0          |
| S. Pinto         | 0          | 0          | 0           | 0          | 0                 | 0                 | 0                 | 0                 | 0             | 0             | 0             | 0             | 0                | 0                | 0                | 0                | 0        | 0      | 0           | 0          |
| O. Reck          | 34         | 1          | 0           | 0          | 6                 | 0                 | 1                 | 0                 | 1             | 0             | 0             | 0             | 6                | 0                | 0                | 0                | 47       | 1      | 1           | 0          |
| M. Rozgonyi      | 0          | 0          | 0           | 0          | 0                 | 0                 | 0                 | 0                 | 0             | 0             | 0             | 0             | 0                | 0                | 0                | 0                | 0        | 0      | 0           | 0          |
| E. Sand          | 28         | 11         | 3           | 0          | 6                 | 4                 | 1                 | 0                 | 2             | 0             | 0             | 0             | 3                | 1                | 1                | 0                | 39       | 16     | 5           | 0          |
| K. Szóllar       | 0          | 0          | 0           | 0          | 0                 | 0                 | 0                 | 0                 | 0             | 0             | 0             | 0             | 0                | 0                | 0                | 0                | 0        | 0      | 0           | 0          |
| T. Tapalović     | 0          | 0          | 0           | 0          | 0                 | 0                 | 0                 | 0                 | 0             | 0             | 0             | 0             | 0                | 0                | 0                | 0                | 0        | 0      | 0           | 0          |
| O. Thon          | 5          | 0          | 1           | 0          | 0                 | 0                 | 0                 | 0                 | 0             | 0             | 0             | 0             | 3                | 0                | 1                | 0                | 8        | 0      | 2           | 0          |
| F. Trojan        | 0          | 0          | 0           | 0          | 0                 | 0                 | 0                 | 0                 | 0             | 0             | 0             | 0             | 0                | 0                | 0                | 0                | 0        | 0      | 0           | 0          |
| S. Vermant       | 28         | 0          | 2           | 0          | 4                 | 0                 | 0                 | 0                 | 2             | 0             | 0             | 0             | 4                | 1                | 0                | 0                | 38       | 1      | 2           | 0          |
| T. Wałdoch       | 31         | 2          | 5           | 0          | 6                 | 0                 | 2                 | 1                 | 2             | 0             | 0             | 0             | 6                | 0                | 1                | 0                | 45       | 2      | 8           | 1          |
| M. Wilmots       | 24         | 6          | 3           | 0          | 6                 | 0                 | 1                 | 0                 | 0             | 0             | 0             | 0             | 3                | 0                | 0                | 0                | 33       | 6      | 4           | 0          |
| B. Wingerter     | 0          | 0          | 0           | 0          | 0                 | 0                 | 0                 | 0                 | 0             | 0             | 0             | 0             | 0                | 0                | 0                | 0                | 0        | 0      | 0           | 0          |
| M. van Hoogdalem | 28         | 1          | 5           | 0          | 6                 | 1                 | 3                 | 0                 | 2             | 0             | 0             | 0             | 5                | 2                | 1                | 0                | 41       | 4      | 9           | 0          |
| K. Đorđević      | 10         | 0          | 0           | 0          | 2                 | 0                 | 1                 | 0                 | 1             | 0             | 0             | 0             | 3                | 0                | 0                | 0                | 16       | 0      | 1           | 0          |